# Том Вулф
То́мас Ке́ннерлі «Том» Вулф-молодший (англ. Thomas Kennerly «Tom» Wolfe, Jr.; 2 березня 1931 (деякі джерела вказують 1930 рік), Ричмонд, Вірджинія, США — 14 травня 2018, Нью-Йорк, Нью-Йорк, США) — американський журналіст і письменник, піонер напрямку «нова журналістика» в літературі.
Як стверджує письменниця Дороті Скура (англ. Dorothy Scura), Тома Вулфа називають «найзнаменитішим журналістом Америки»; також він є одним з найбільш комерційно успішних письменників США, володарем восьми різних літературних премій і автором п'ятнадцяти книг, три з яких екранізовані й дві заплановані до постановки.

## Дитинство і юність
Том Вулф народився 2 березня 1931 року в Ричмонді (штат Вірджинія, США). Батько Вулфа, Томас Кеннерлі (англ. Thomas Kennerly Wolfe), був вченим у галузі сільського господарства і дописував до журналу Southern Planter. Його матір, Хелена (англ. Helen (Hughes) Wolfe), на момент народження сина була студенткою першого курсу медичного факультету. Ще в дитинстві Том мріяв стати професійним письменником — у дев'ять років він спробував написати біографію Наполеона Бонапарта, однак у підсумку написав і проілюстрував роботу, присвячену Вольфгангу Амадею Моцарту.
Навчався в єпископальній школі для хлопчиків імені Святого Крістофера в Ричмонді, де був редактором місцевої газети. Був напівпрофесійним гравцем у бейсбол. 1951 року закінчив Університет Вашингтона і Лі, де став співзасновником журналу Shenandoah. 1957 року здобув докторський ступінь за фахом «Американістика» (англ. American studies) в Єльському університеті.

## Початок кар'єри
Перший досвід роботи в галузі журналістики Вулф отримав у 1956 році, співпрацюючи з газетою The Republican з міста Спрингфілд, штат Массачусетс. Перше визнання до письменника прийшло через п'ять років — працюючи штатним журналістом газети The Washington Post він здобув премію Гільдії видавців періодичної преси за огляд революції на Кубі. Одночасно з цим Вулф здобув нагороду за гумор, який представники Гільдії видавців побачили в його експериментах з використанням елементів белетристики в репортажах.
1962 року Вулф переїхав до Нью-Йорка і розпочав працювати в газеті New York Herald Tribune, однак кар'єру молодого журналіста, яка стрімко набирала оберти, потряс Нью-йоркський газетний страйк 1962. Порятунком для нього став головний редактор журналу Esquire Байрон Добелл (англ. Byron Dobell), який погодився відправити Вулфа в Каліфорнію, щоб той написав серію репортажів про культуру форсованих автомобілів.

## Нова журналістика
Написаний на замовлення Добелла матеріал був настільки великий, що письменник просто не бачив можливості зв'язати текст воєдино, про що й повідомив редактору. У відповідь Добелл попросив Вулфа надіслати йому те, що було у журналіста на руках, і, вирізавши з отриманого рукопису першу фразу, «Шановний Байрон», опублікував весь інший текст есе без змін, залишивши варіант назви, який запропонував Вулф — «Ур-ра! Ур-ра! Ось вона — та сама Цукеркорозмальована апельсиннопелюсткова обтічна крихітка!». Після публікації Вулф продовжив записувати свої враження від побаченого в Каліфорнії, і його есе знайшли віддзеркалення в публікаціях для Esquire, New York Herald Tribune и журналу Harper's Bazaar. Підсумком зростання популярності робіт Вулфа став вихід у 1965 році його першої книги, видавцем якої стали Farrar, Straus and Giroux. Книга, яка являла собою зібрання робіт Вулфа, отримала трохи видозмінену назву від есе, яке увійшло до неї — «Цукеркорозмальована апельсиннопелюсткова обтічна крихітка». Вихід збірки вважають днем народження «нової журналістики».
Книга стала бестселером і затвердила Вулфа в ролі головного експериментатора від літератури в жанрі документальної прози — в новоствореній течії Вулфа стали сприймати не інакше як «майстра». Основну ідею цього напрямку письменник вбачав у побудові документального опису людини або групи після інтенсивного спостереження і глибокого інтерв'ювання з використанням літературних прийомів і технік письменників-реалістів, змішаних з реконструйованими драматичними сценами.
|                                                                               | Мене зацікавило не просто відкриття можливості писати достовірну документальну прозу використовуючи техніку, яку відносять зазвичай до жанру роману чи оповідання. Це було щось більше. Це було відкриття того факту, що в документалістиці, в журналістиці можна використовувати будь-які літературні прийоми — від традиційних діалогізмів есеістики до потоків свідомості — і застосовувати їх одночасно або у відносно стислому контексті… збуджуючи читача не лише інтелектуально, але й емоційно. Оригінальний текст (англ.) [What interested me was not simply the discovery that it was possible to write accurate non-fiction with techniques usually associated with novels and short stories. It was that–plus. It was the discovery that it was possible in non-fiction, in journalism, to use any literary device, from the traditional dialogisms of the essay to stream-of-consciousness, and to use many different kinds of simultaneously, or within a relatively short space. . . to excite the reader both intellectually and emotionally.] Помилка: [undefined] Помилка: {{Lang}}: немає тексту (допомога): не вказано код мови (допомога) |
| — Том Вулф, витяг з книги «Нова журналістика і Антологія нової журналістики». | |

Як зазначає британська газета The Guardian, відгуки про першу книгу Вулфа були як позитивними, так і негативними, однак це не мало значення — «Цукеркорозмальована апельсиннопелюсткова обтічна крихітка» відразу стала хітом, а вже через місяць після публікації вийшов додатковий, четвертий тираж.
Рік по тому, в 1966 році, Вулф вирішив написати про сутність культу «кислотного каліфорнійського хіпі» Кена Кізі і розпочав роботу над книгою «Електропрохолоджувальний кислотний тест». Як письменник зізнався пізніше, він брав безпосередню участь лише в деяких описуваних подіях, а інші відтворював на основі інтерв'ю з членами комуни Веселі бешкетники, навколо яких і побудований сюжет книги, а також на основі документальних даних — листів, фотографій, аудіо- і відеозаписів. Книга вийшла через два роки, 1968 року, і отримала багато позитивних відгуків критиків. За версією Інституту журналістики імені Артура Л. Картера (англ. Arthur L. Carter Journalism Institute) при Нью-Йоркському університеті, вона входить у список 100 найкращих робіт з журналістики в Сполучених Штатах Америки XX століття. На 2011 рік запланований початок знімання фільму за книгою, режисером якого стане Ґас Ван Сент. Того ж року вийшла інша книга Вулфа — «Банда насосної станції» (англ. The Pump House Gang, 1968), до якої увійшли статті, що їх Вулф здебільшого написав від 1964 до 1966 року для New York Magazine.
Книга складається з низки есе письменника, які об'єднані спільною темою — контркультурою 60-тих. Найвідоміша в книзі робота, від якої та отримала назву, присвячена Джеку Макферсону і його команді серферів.
Книга «Radical Chick & Mau-Moaning the Flack-Catchers», що вийшла 1970 року, висміювала політику, зображуючи її як «модне заняття» в середовищі нью-йоркських знаменитостей, і спровокувала цим дискусії. Книга складається з двох окремих есе: в одному розповідається про зустріч Партії Чорних Пантер, яку провів Леонард Бернстайн («These Radical Chic Evenings»), у другому — про реакцію меншин на Сан-Франциські програми боротьби проти бідності («Mau-Mauing the Flack-Catchers»). Есе поєднані темою конфлікту між афроамериканцями і представниками білої раси. Деякі автори цю і попередні три книги Вулфа розглядають як «ілюстрації того, що тепер знане як „нова журналістика“».
1975 року, після низки праць, що присвячені контркультурі 60-х, Вулф повернувся до критики мистецтва в книзі «Розфарбоване слово» (англ. The Painted Word, де зобразив мистецтво «зашореним селом» законодавців моди.
Редактор газети «Нью-Йорк таймс» назвав смерть Вулфа «кінцем епохи».

## Вплив
Книжка Вулфа «Електропрохолоджувальний кислотний тест» справила велике враження на Марка Бовдена, автора відомої книжки «Падіння чорного яструба» який прочитав її під час навчання в коледжі. Як стверджує Бовден — саме книжка Вулфа надихнула його стати журналістом.